# Зозули (Киевская область)
Зозули (укр. Зозулі) — село, входит в Васильковский район Киевской области Украины. Село было основано между 1918—1928 годом. Между селом Зозули и Большая Солтанивка были найдены поселения —  тшинецкой и подгорцевськой культур, а между селом Безпятное и Зозули был найден скифский курган.
Население по переписи 2001 года составляло 13 человек. Почтовый индекс — 08628. Телефонный код — 4571. Занимает площадь 0,304 км². Код КОАТУУ — 3221482803.

## Местный совет
08628, Київська обл., Васильківський р-н, с.Застугна, вул.Васильківська,28